# ویندزور (ورمونت)
ویندزور (به انگلیسی: Windsor) یک منطقهٔ مسکونی در ایالات متحده آمریکا است که در شهرستان وینزر، ورمانت واقع شده‌است.
 ویندزور ۵۱٫۲ کیلومتر مربع مساحت و ۳٬۵۵۳ نفر جمعیت دارد و ۳۲۵ متر بالاتر از سطح دریا واقع شده‌است.